# Прем'єр-міністр Намібії
Прем'єр-міністр Намібії (англ. Prime Minister of the Republic of Namibia) — очільник уряду Республіки Намібія. Каденція — 5 років.
Прем'єр-міністр призначає й відстороняє від посади міністрів, керує повсякденною діяльністю уряду Намібії, очолює адміністративний апарат.

## Прем'єр-міністри Намібії
| №   | Зображення | Ім'я та прізвище                    | Початок терміну | Кінець терміну  | Партія |
| --- | ---------- | ----------------------------------- | --------------- | --------------- | ------ |
| 1   |            | Хаге Гейнгоб (1941–)                | 21 березня 1990 | 28 серпня 2002  | СВАПО  |
| 2   |            | Тео-Бен Ґуріраб (1939–)             | 28 серпня 2002  | 21 березня 2005 | СВАПО  |
| 3   |            | Нагас Анґула (1943–)                | 21 березня 2005 | 4 грудня 2012   | СВАПО  |
| (1) |            | Хаге Гейнгоб (1941–)                | 4 грудня 2012   | 21 березня 2015 | СВАПО  |
| 4   |            | Саара Кууґонґельва-Амадгіла (1967–) | 21 березня 2015 | На посаді       | СВАПО  |